# Myriochele minor
Myriochele minor är en ringmaskart som beskrevs av Maurice Caullery 1944. Myriochele minor ingår i släktet Myriochele och familjen Oweniidae. Inga underarter finns listade i Catalogue of Life.